# Pero curvistrigaria
Pero curvistrigaria là một loài bướm đêm trong họ Geometridae.